# Brachysybra elliptica
Brachysybra elliptica là một loài bọ cánh cứng trong họ Cerambycidae.